# Нідермор
Нідермор (нім. Niedermohr) — громада в Німеччині, розташована в землі Рейнланд-Пфальц. Входить до складу району Кайзерслаутерн. Складова частина об'єднання громад Рамштайн-Мізенбах.
Площа — 12,13 км2. Населення становить 1487 ос. (станом на 31 грудня 2020).